# Ракеле Муссоліні
Ракеле Гіді, у шлюбі Муссоліні (італ. Rachele Mussolini; 11 квітня 1890, Предаппіо — 30 жовтня 1979, Форлі) — дружина італійського диктатора Беніто Муссоліні.

## Біографія
Ракеле Гіді народилася у місті Предаппіо в Італії в селянській родині. Її батько — Агостіно Гіді, мати — Анна Ломбарді.
Працювала прислугою. У 1910 році Ракеле познайомилася з Беніто Муссоліні. У 1914 році Муссоліні взяв перший шлюб з Ідою Далзер. 17 грудня 1915 року Ракеле Гіді й Беніто Муссоліні одружилися на цивільній церемонії в Тревільйо. Ракеле Муссоліні народила від нього п'ятьох дітей і не зважала на його стосунки з коханками. У Ракеле і Беніто Муссоліні було дві дочки — Едда (1910—1995) і Анна-Марія (1929—1968), і три сини — Вітторіо (1916—1997), Бруно (1918—1941) і Романо (1927—2006).
Під час правління Беніто Ракеле Муссоліні зображувалася як зразкова домогосподарка і мати. Вона залишилася вірною Муссоліні до кінця. Але 28 квітня 1945 року її чоловік і його коханка Клара Петаччі були захоплені й вбиті італійськими партизанами. Ракеле Муссоліні втекла з Італії після закінчення Другої світової війни, але була заарештована в Швейцарії. Вона була передана американцям і звільнена через кілька місяців.
Повернувшись в Італію, заснувала власний ресторан. Також вона отримувала пенсію від Італійської Республіки до кінця свого життя.